# 三(乙烯)合铂
三(乙烯)合铂是一种有机铂化合物，化学式为Pt(C2H4)3，它在溶液中不稳定。它可由双(1,5-环辛二烯)合铂和乙烯在室温反应得到。它和四氟乙烯反应，可以得到更稳定的二(乙烯)四氟乙烯合铂（Pt(C2F2)(C2H4)2）。它和氧气在−46 °C于溶液中反应，可以得到双氧配合物Pt(O2)(C2H4)2。